# Файдек, Павел
Па́вел Фа́йдек (пол. Paweł Fajdek; род. 4 июня 1989, Свебодзице, Валбжихское воеводство) — польский метатель молота, 5-кратный чемпион мира (2013, 2015, 2017, 2019, 2022), чемпион Европы (2016), вице-чемпион Европы (2014 и 2018), 4-кратный победитель летних Универсиад подряд (2011—2017). Бронзовый призёр Олимпийских игр 2020 в Токио.

## Биография и карьера
На чемпионате мира среди юниоров 2008 года занял 4-е место. Победитель Универсиады 2013 года с результатом 79,99 м. Занял 11-е место на чемпионате мира 2011 года. На Олимпийских играх 2012 года не смог пробиться в финал. Серебряный призёр соревнований Golden Spike Ostrava 2012 года с результатом 80,36 м.
В 2016 году на Олимпиаде в Рио-де-Жанейро не прошёл в финал, заняв в квалификации 17-е место.
Личный рекорд — 83,93 м. В настоящее время тренируется у Чеслава Цыбульского, который также является тренером Аниты Влодарчик.
На предолимпийском чемпионате мира, который проходил в 2019 году в столице Катара Дохе, Павел завоевал золотую медаль отправив снаряд на 80,50 метров. Он стал четырёхкратным чемпионом мира.
16 июля 2022 Павел Файдек в пятый раз подряд стал чемпионом мира в метании молота, победив на первенстве планеты в  Юджине. В лучшей попытке Файдек метнул снаряд на 81,98 метра.